# Atemi waza
Atemi waza (当て身技) é conjunto de técnicas que são aplicadas num determinado ponto, técnicas traumáticas aplicadas nos pontos vitais: o lutador visa um ponto específico no corpo do adversário, para, quando o atingir, causar não uma lesão mas um desequilíbrio no fluxo de energia — ki.
Atemi (当身) é o nome dado nas artes marciais japonesas, como o judô, o aiquidô e o caratê àquelas técnicas traumáticas, isto é, destinadas a causar impacto e lesão ao oponente, tirando-o de combate. É uma forma de exteriorização do ki, pois os membros servem como côndutos da energia corporal total. Idealmente, um golpe em atemi somente deveria ser executado uma única vez, com o alvo, além de visar determinado ponto, que tal ponto seja capaz de desestabilizar totalmente ao adversário.
Importante momento de fazer que tais técnicas não são exclusividade desta ou aquela arte marcial, o que sucede em verdade é que as modalidades de lutas dão maior ou menor ênfase em sua aplicação; por exemplo, o caratê tem como cerne o emprego deste tipo de técnica.
Quando as artes marciais japonesas, na transição do século XIX para o século XX, passaram a ser concebidas como um modo de evolução pessoal e incluíram a partícula "dô" (道) em suas denominações, houve troca de conhecimento entre os mestres, o que pode ser atestado pelo relacionamento do criador do judô, Jigoro Kano, e o caratê moderno, Gichin Funakoshi. Aliás, o judô possui um kata que inclui técnicas traumatizantes, as quais não são permitidas em competições.
No caratê, estas técnicas fazem parte de um conjunto maior, daquelas contundentes em geral, ou ate waza.

## Aiquidô
Outra arte marcial na qual as atemi waza possuem relevância é o aiquidô, que basicamente as enfoca com três escopos precípuos: usando-as em si mesmas, para facilitar o emprego de outras técnicas ou para condução da energia. Contudo, em respeito ao carácter impresso pelo criador da modalidade, Morihei Ueshiba, não é incentivado o seu uso, posto que seja um ponto importante. Tais tipos de técnicas são empregadas, na maioria, como auxiliares das outras técnicas, são um modo apenas de facilitar o emprego, por exemplo, de uma projeção, mas nunca para incapacitar o oponente. Não existe agressão desarmada no Aikido. Portanto, no Aikido o Atemi é utilizado para defesa. O objetivo é fazer o agressor armado manter a distância e diminuir a resistência ao golpe que está sendo aplicado. Ele não é utilizado sozinho, mas é um dos passos ao realizar alguns golpes. Um exemplo seria ao aplicar o Kotegaeshi contra um ataque de facada no pescoço (Yokomen Uchi). Nesse caso o Atemi seria usado no início do golpe, seguido da chave de braço, podendo terminar com uma finalização.